# Hötjärnen (Sävars socken, Västerbotten)
Hötjärnen är en sjö i Umeå kommun i Västerbotten och ingår i Sävaråns huvudavrinningsområde. Sjön har en area på 0,033 kvadratkilometer och ligger 204,3 meter över havet. Hötjärnen ligger i Sävarån Natura 2000-område.

## Delavrinningsområde
Hötjärnen ingår i det delavrinningsområde (712960-171127) som SMHI kallar för Namn saknas. Medelhöjden är 232 meter över havet och ytan är 15,02 kvadratkilometer. Det finns inga avrinningsområden uppströms utan avrinningsområdet är högsta punkten. Fårbäcken som avvattnar avrinningsområdet har biflödesordning 3, vilket innebär att vattnet flödar genom totalt 3 vattendrag innan det når havet efter 61 kilometer. Avrinningsområdet består mestadels av skog (81 procent) och sankmarker (13 procent). Avrinningsområdet har 0,41 kvadratkilometer vattenytor vilket ger det en sjöprocent på 2,7 procent.